# Louise d'Épinay
Louise Florence Pétronille Tardieu d'Esclavelles d'Épinay (11 de marzo de 1726 - 17 de abril de 1783), usualmente llamada Madame d'Épinay, fue una escritora y “salonnière” francesa conocida por sus relaciones sentimentales con Jean Jacques Rousseau y Frédéric-Melchior Grimm, y por su amistad con Denis Diderot, Jean le Rond d'Alembert, el Barón d'Holbach y otros ilustrados franceses.

## Juventud
Louise d'Épinay nació en Valenciennes en 1726. Su padre, Tardieu d'Esclavelles, era un oficial de infantería que murió en batalla cuando ella tenía dieciséis años. Se casó con su primo Denis Joseph de La Live d'Epinay, que era recaudador general de impuestos. Su matrimonio fue muy infeliz, y Louise d'Epinay creyó que la prodigalidad, disipaciones e infidelidades de su marido justificaban la obtención de una separación formal del mismo, algo que llevó a cabo en 1749. A raíz de esto, se afincó en el Château de La Chevrette, en el valle de Montmorency, donde comenzó a recibir a visitantes muy distinguidos, como Diderot, Voltaire, d'Holbach,...

## Relaciones amorosas
Tras conocer a Rousseau, pronto surgió entre ellos un profundo amor. A fin de que pudiera vivir cerca de él, le amuebló en 1756 una casa rural en el valle de Montmorency, que recibiría el nombre de Ermitage. En este retiro, Rousseau halló la calma y la paz natural de los placeres rurales que tanto ensalzó en su obra. En sus Confesiones, Rousseau afirma que fue seducido por d'Epinay, y posteriormente traicionado por la misma a raíz de una visita de ésta a Ginebra. Sin detallar lo que pasó, Rousseau habla de ella en términos muy duros.
La relación de d'Epinay con Frédéric-Melchior Grimm comenzó, por su parte, en 1754 o 1755, cuando Rousseau, por entonces amigo íntimo de Grimm, se lo presentó a d'Epinay. Su relación con él marcaría un punto de inflexión en su vida, pues gracias a Grimm, Louise d'Épinay pudo al fin escapar de su retiro en La Chevrette y volver a la vida en sociedad. Cuando Rousseau se enteró de las relaciones entre Grimm y d'Epinay, rompió violentamente con ambos, y abandonó los círculos intelectuales frecuentados por aquellos (La coterie holbachique,...). Y a partir de este momento Rousseau comenzaría a desmarcarse de la tradición ilustrada, para crear sus obras más personales y libres, como El contrato social o Emilio.
Entre 1759 y 1757 d'Epinay vivió en Ginebra, donde fue una huésped asidua de Voltaire, que por aquel entonces se había asentado en Ferney. Tras esto, volvió a París, donde continuó su relación con Grimm. Durante el viaje de Grimm a Rusia entre 1775 y 1776, Madame d'Épinay continuó, bajo la supervisión de Diderot, la correspondencia literaria que Grimm había comenzado con varios soberanos europeos. Cansada de la vida en París, finalmente se retiró al valle de Monmorency, donde pasó la mayor parte del resto de su vida en una pequeña villa junto al castillo de La Chevrette.

## Obras
Madame d'Epinay gozó de una sólida fama literaria en vida. Sus Conversaciones con Emilia (1774), escritas para la educación de su nieta Emilie de Belsunce, fueron aclamadas por la Academia Francesa en 1783. Sus memorias, publicadas con el título Mémoires et Correspondance de Mme d'Épinay, renfermant un grand nombre de lettres indites de Grimm, de Diderot, et de J.-J. Rousseau, ainsi que des details, &c., fueron publicadas en 1818 a partir del manuscrito de las mismas que había hecho llegar a Grimm.
Estas memorias fueron escritas a modo de novela autobiográfica, en la que alteró algunos de los nombres de las personalidades reales que en ellas concurrían. Así, la propia madame d'Épinay sería llamada Madame de Montbrillant, y el personaje de René generalmente es asociado con Rousseau, el de Volx con Grimm, el de Gamier con Diderot. Junto con las memorias se publicaron todas sus cartas y demás documentos personales, estos sin haber sido sometidos a revisión o purga alguna, por lo que son totalmente originales. Muchas de sus cartas están contenidas en la obra Correspondance de l'abbé Galiani (1818). Otros dos libros publicados anónimamente, Lettres a mon fils (Ginebra, 1758) y Mes moments heureux (Ginebra, 1759), también son de d'Epinay.